# Емелевка
Емелевка (укр. Ємелівка) — село в Копычинецкой городской общине Чортковского района Тернопольской области Украины.
До 2020 года входило в Гусятинский район.
Код КОАТУУ — 6121682702. Население по переписи 2019 года составляло 147 человек.

## Географическое положение
Село Емелевка находится у истоков небольшой речушки Жабий Поток,
на расстоянии в 1,5 км от города Копычинцы и села Майдан.

## История
- 1872 год — дата основания как село Гавришева.
- В 1961 году переименовано в село Емелевка.

## Объекты социальной сферы
- Школа I—II ст.